# Gruppo delle Cunturines
Il Gruppo delle Cunturines (o Conturines) è un gruppo montuoso delle Alpi, nelle Dolomiti Orientali di Badia. Si trova in provincia di Bolzano (Trentino-Alto Adige) ed è attraversato dall'Alta via n. 1.

## Geografia

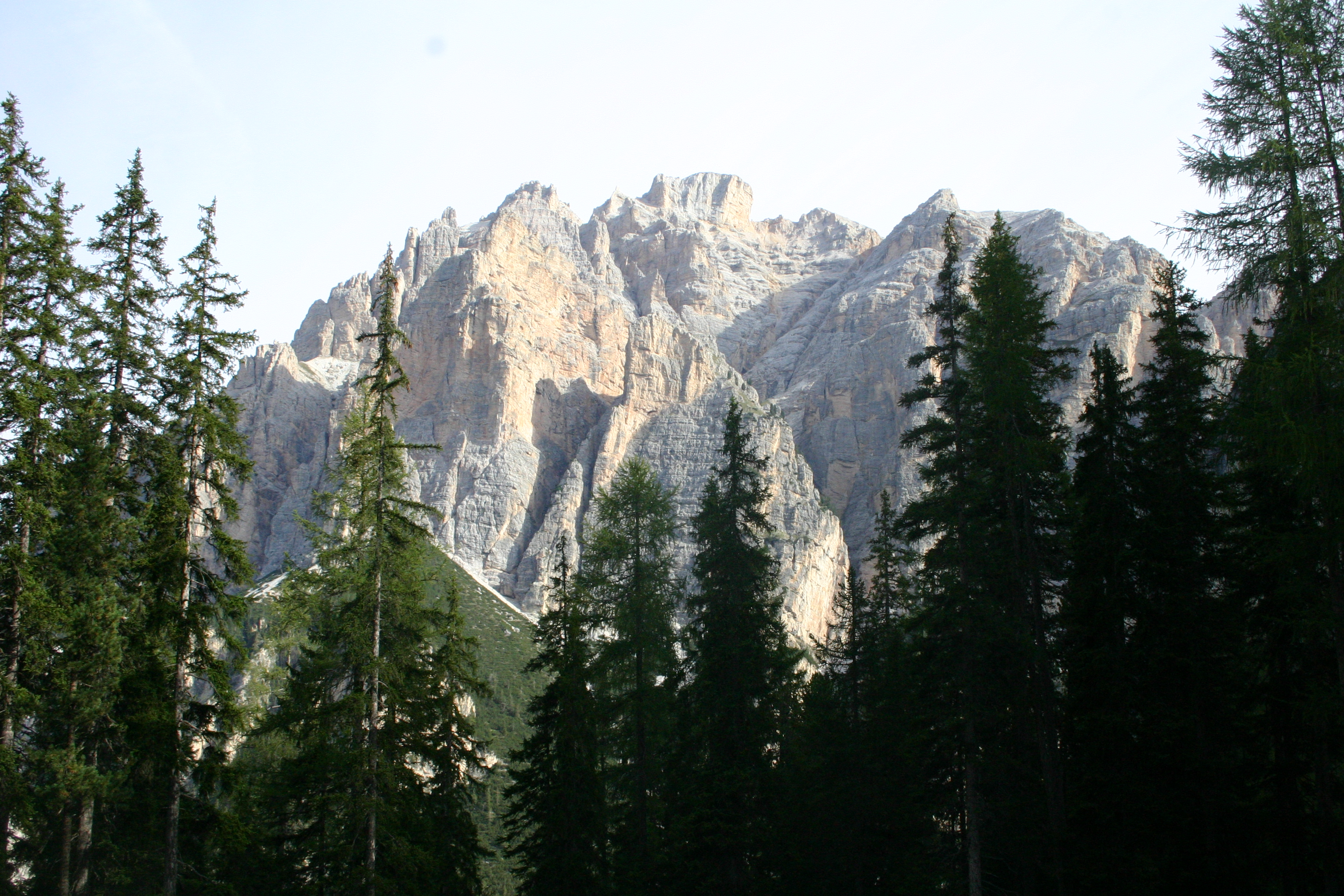
La cima delle Cunturines vista da sud

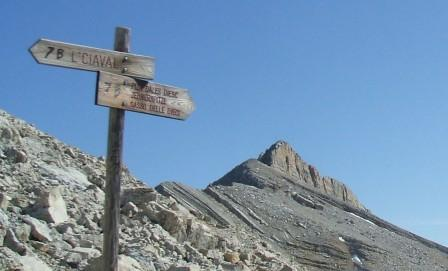
Cima Dieci

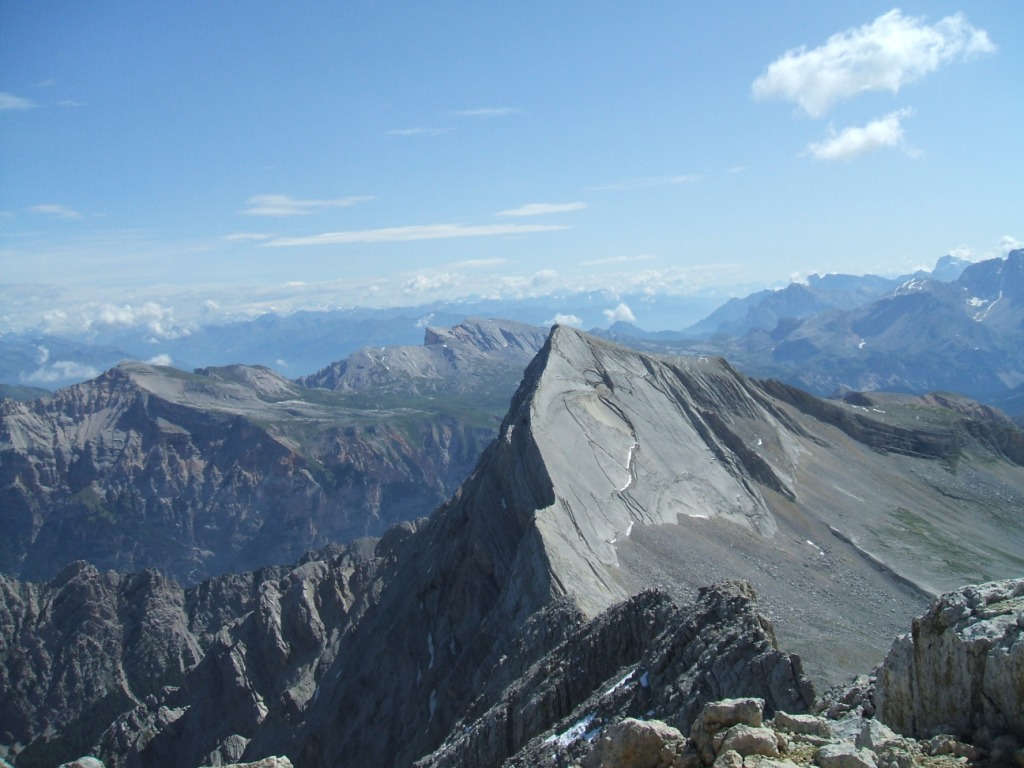
Cima Nove

Costituisce il settore più orientale delle Dolomiti Orientali di Badia ed è delimitata a nord e ad est dalla Valle di Mareo e da quella di Rudo fino al passo di Limo e di qui dalla vallata de "Le gran plan"; a sud e a ovest è circondata dalla Val Badia. Rappresenta quindi il versante orientale della suddetta valle.
Presenta un grande numero di laghetti montani: Lago Piciodel, Lago di Föpa, Lago Vërt (Verde), Lago di Limo, Lago Sëch (Secco), Lago di Conturines e Lago di Ciampagnoran.
Il gruppo presenta tre insiemi di vette. 
- Quella più settentrionale, le più basse, presenta le vette di Pares (2.396 m), Cima di Sant'Antonio (2.655 m). e Furcia dai Fers (2.534 m).
- Il corpo centrale rappresentato dal Sasso di Santa Croce colle cime Nove (2.968 m), Dieci (3.026 m), e il Monte Cavallo (2.907 m).
- Il corpo meridionale è quello più elevato con la Cima Cunturines (o Conturines, 3.064 m) e La Varella (3.055 m).

## Classificazione
Secondo la SOIUSA il Gruppo delle Cunturines è un gruppo alpino con la seguente classificazione:
- Grande parte = Alpi Orientali
- Grande settore = Alpi Sud-orientali
- Sezione = Dolomiti
- Sottosezione = Dolomiti di Sesto, di Braies e d'Ampezzo
- Supergruppo = Dolomiti Orientali di Badia
- Gruppo = Gruppo delle Conturines
- Codice = II/C-31.I-C.12

## Vette
- Cima Cunturines - 3.064 m
- La Varella - 3.055 m
- Cima Dieci - 3.023 m
- Cima Nove - 2.967 m
- Monte Cavallo - 2.907 m
- Pares - 2.396 m

## Sito di interesse
L'intero gruppo è annesso al Parco naturale Fanes - Sennes - Braies, e, assieme allo stesso, al bene protetto dell'UNESCO Dolomiti. In una grotta a circa 2 800 metri di quota sono stati scoperti i resti dell'Ursus ladinicus.
L'intero gruppo presenta una vasta rete di sentieri e alcune ferrate.